# Проїзд Академіка Тутковського (Житомир)
Проїзд Академіка Тутковського — проїзд в Корольовському районі Житомира. Названий на честь вченого, академіка АН України Павла Тутковського, який жив, навчався та працював в Житомирі.

## Характеристики

### Розташування
Проїзд розташований у привокзальній частині міста, у мікрорайоні, що має неофіційну назву Промавтоматика, в історичному районі Путятинка. Г-подібний на плані. Бере початок з вулиці Бориса Тена, прямує на південний схід, затим повертає на 90 градусів у північно-східному напрямку та завершується Т-подібним перехрестям з вулицею Івана Сльоти. 

### Забудова
Переважно багатоповерхова житлова, представлена дев'ятиповерховими багатоквартирними будинками (1980-х рр. будівництва). До проїзду адресовано декілька індивідуальних житлових будинків садибного типу. Наявна також громадська забудова.

## Історія
Проїзд виник у 1980-х роках в процесі будівництва нового мікрорайону на вільних від забудови землях низинного лівого берега річки Путятинки. Початок проїзду (від вулиці Бориса Тена) виник паралельно руслу річки Путятинки, яка була взята в трубопровід. Забудова проїзду сформувалася до кінця 1980-х років. Найстаріші садиби під № 3-13, побудовані до 1960-х років, раніше адресовані до 3-го Радянського провулка. 
У 1995 році на той час безіменний проїзд отримав чинну назву. Будинки з сусідніх вулиць адресовані до нового проїзду. 